# Iavoriv
Iavoriv (în ucraineană Яворів, în poloneză Jaworów) este un oraș situat în partea de vest a Ucrainei, nu departe de frontiera poloneză. La recensământul din 2001 avea o populație de 13.510 locuitori. Localitatea a fost atestată documentar pentru prima oară în 1436, iar din 1569 a beneficiat de privilegiile legii Magdeburg.

### Orașe înfrățite
Iavoriv este înfrățit cu:
- Jarosław, Polonia (din 2006) [2]
- Węgorzewo, Polonia
- Lubaczów, Polonia
- Trakai, Lituania